# Elvar Örn Jónsson
Elvar Örn Jónsson (Selfoss, 31 de agosto de 1997) es un jugador de balonmano islandés que juega de central en el MT Melsungen de la Bundesliga. Es internacional con la selección de balonmano de Islandia.
Su primer gran campeonato con la selección fue el Campeonato Mundial de Balonmano Masculino de 2019.

## Palmarés

### Selfoss
- Liga de Islandia de balonmano (1): 2019

## Clubes
| Club             | País      | Año         |
| ---------------- | --------- | ----------- |
| Selfoss Handball | Islandia  | 2013 - 2019 |
| Skjern HB        | Dinamarca | 2019 - 2021 |
| MT Melsungen     | Alemania  | 2021 - Act. |